# Cantonul Baignes-Sainte-Radegonde
Cantonul Baignes-Sainte-Radegonde este un canton din arondismentul Cognac, departamentul Charente, regiunea Poitou-Charentes, Franța.

## Comune
- Baignes-Sainte-Radegonde (reședință)
- Bors
- Chantillac
- Condéon
- Lamérac
- Reignac
- Le Tâtre
- Touvérac